# Vodní nádrž Innerste
Přehrada Innerste (německy: Innerstetalsperre) se nalézá na řece Innerste a leží nedaleko měst Langelsheim a Wolfshagen v pohoří Harz. Byla postavena mezi lety 1963-1966. Jejím provozovatelem je společnost Harzwasserwerke. Přehrada je zásobárna pitné vody, tvoří protipovodňovou ochranu a je také hydroelektrárnou.Průměrný roční průtok přes přehradu je 60 miliónů m³ vody.

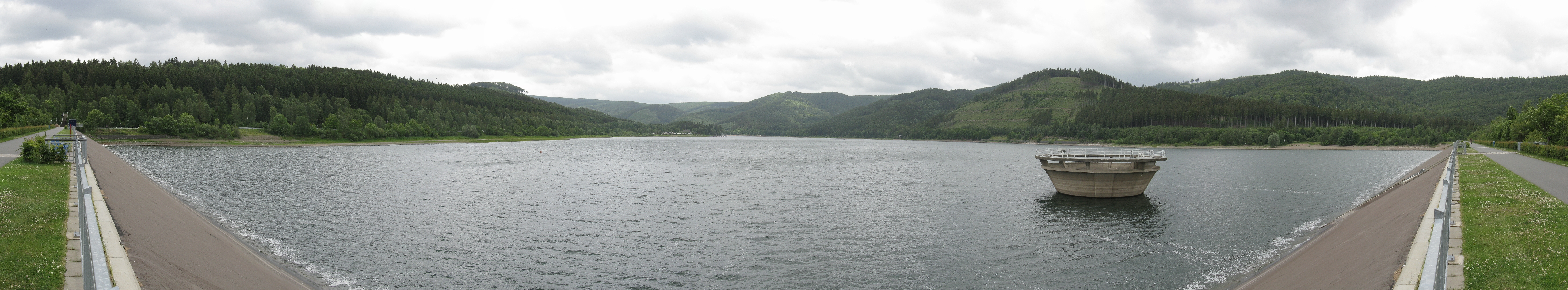
Pohled na přehradu

## Hráz
Hráz přehrady je sypaná a vyplněna vrstvami s asfaltovým betonem. Na koruně hráze se nalézá inspekční lávka. U hráze je také přepadová šachta pro případ přetečení. Voda z přehrady může být odváděna také 4,6 km dlouhým potrubím do přehrady Grane a dále na východ a využita coby pitná voda po úpravě. Během let 2003–2005 byla nádrž zcela vyprázdněna a zrekonstruována.

## Galerie

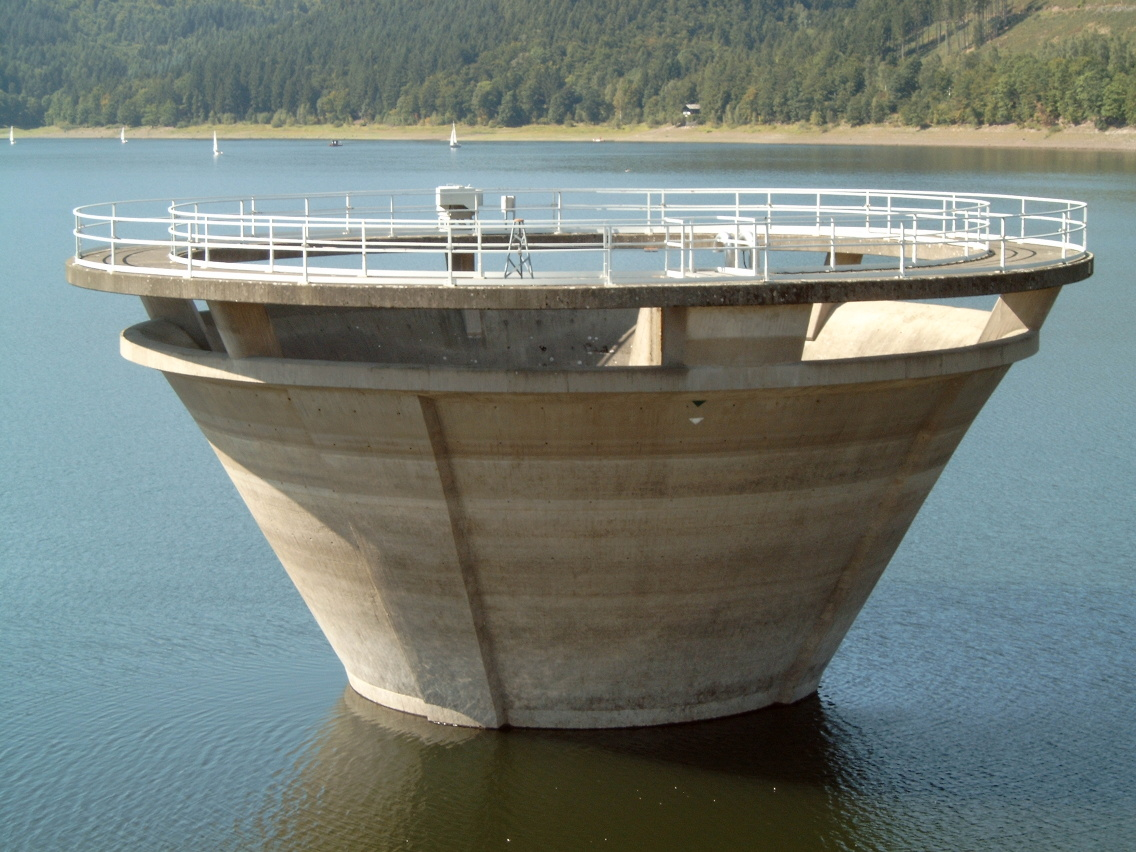
Přepadová šachta
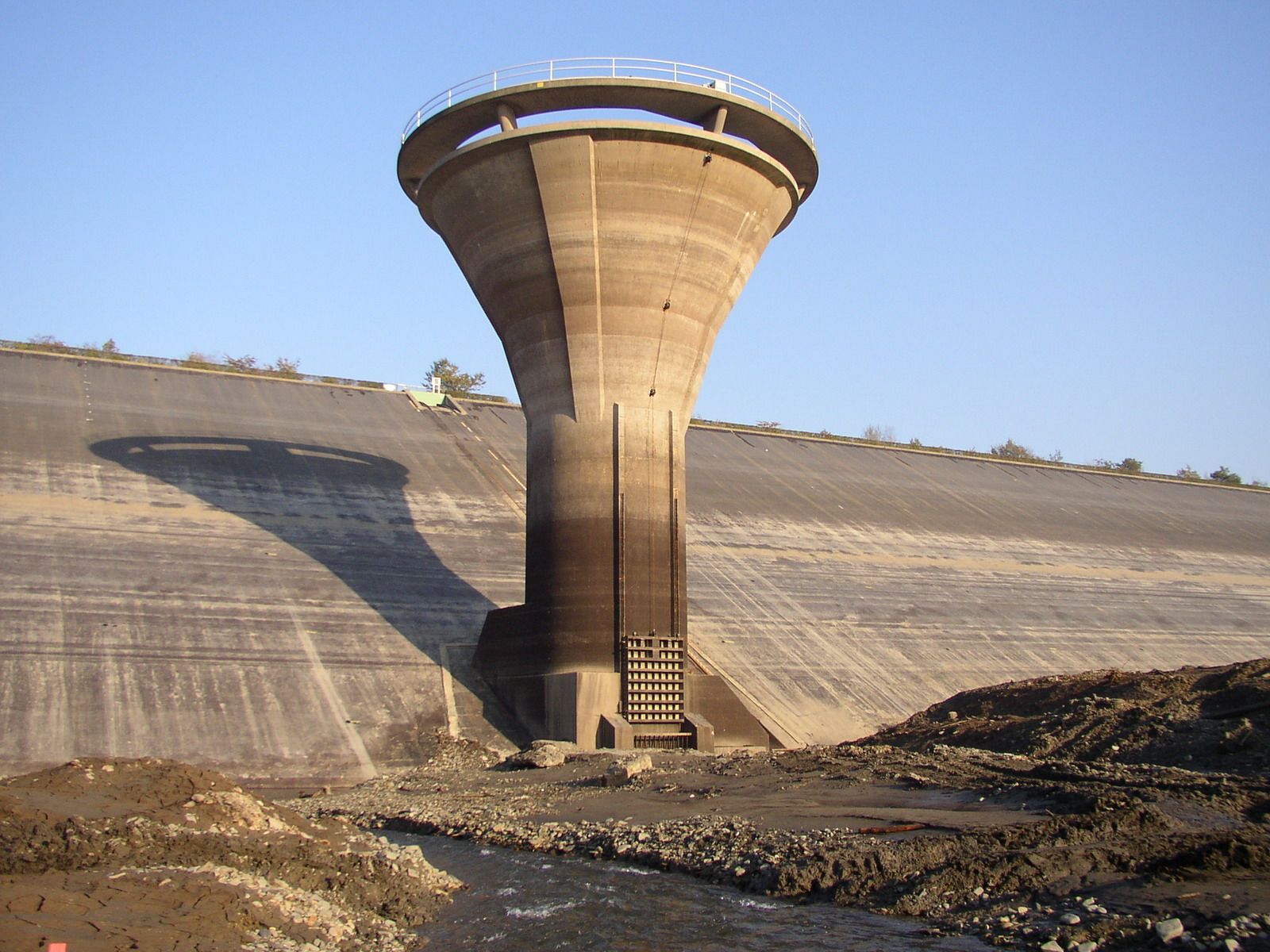
Hráz i s přepadovou šachtou během renovace
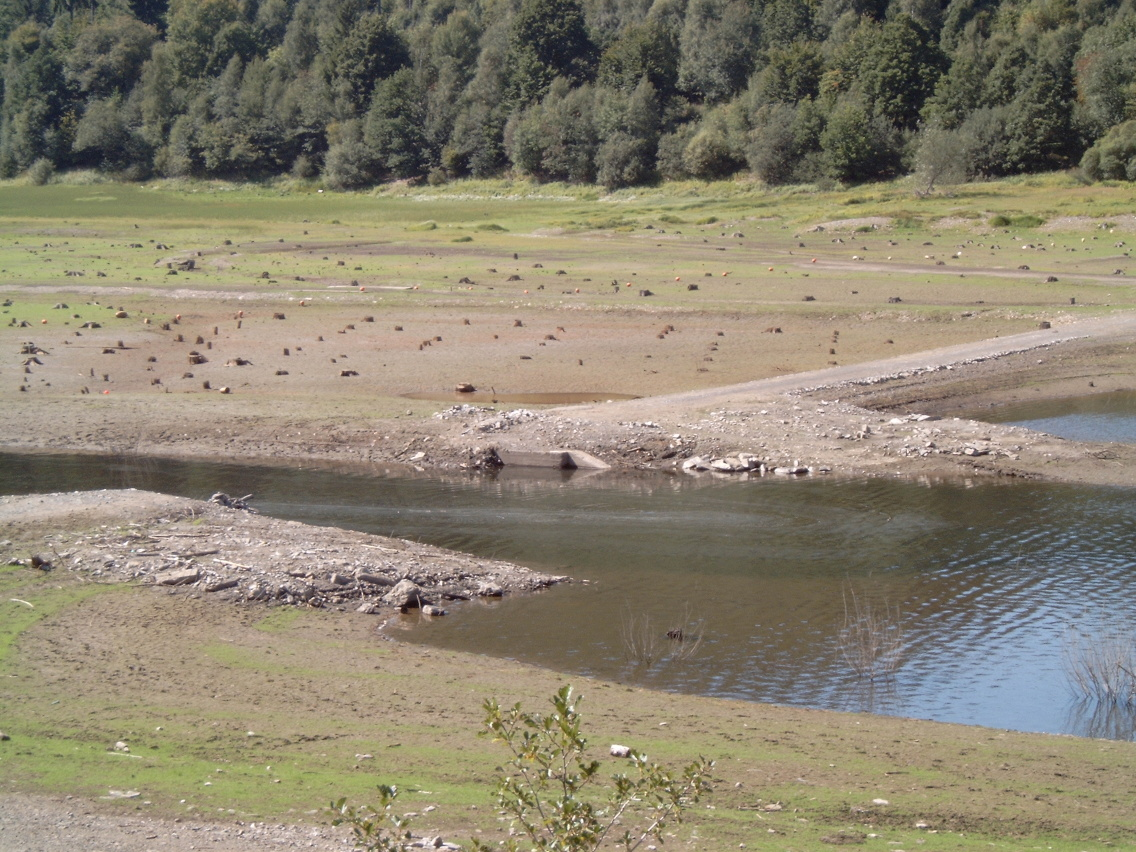
Stav vody během rekonstrukce
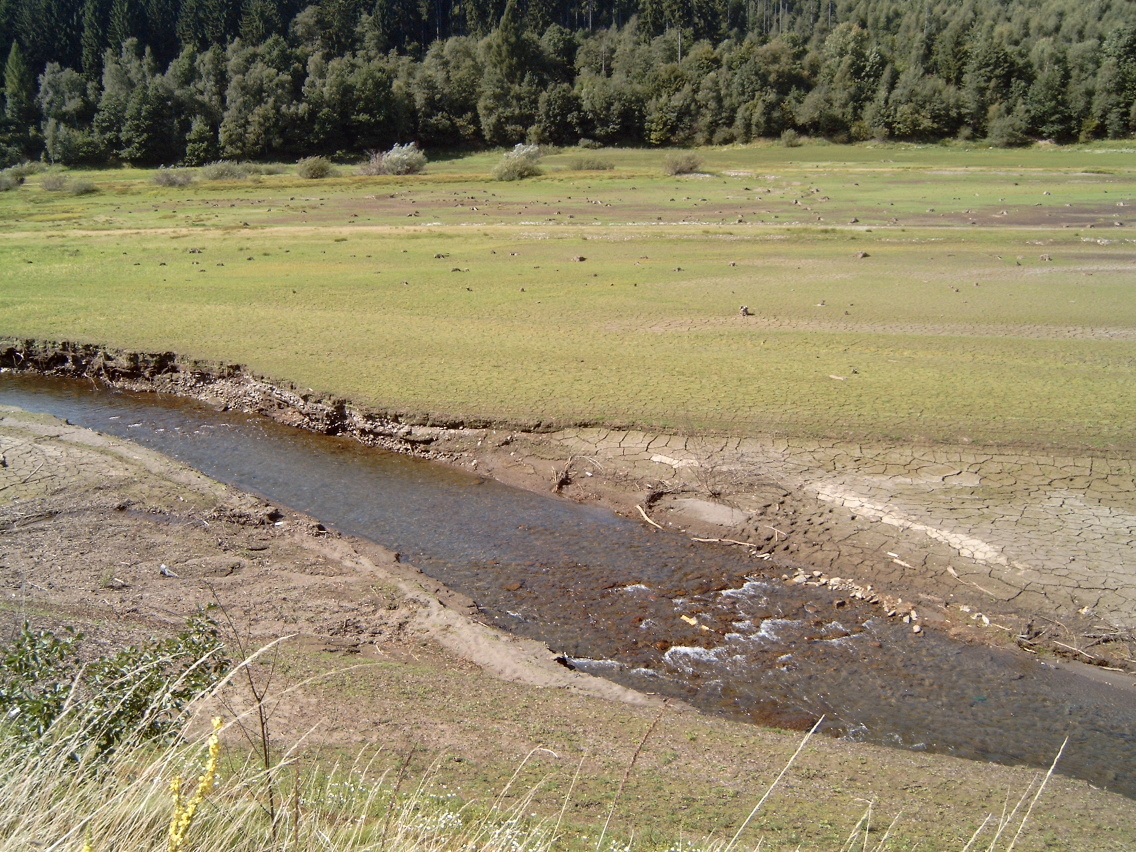